# Mycena juniperina
Mycena juniperina är en svampart som tillhör divisionen basidiesvampar, och som beskrevs av Aronsen. Mycena juniperina ingår i släktet Mycena, och familjen Favolaschiaceae. Arten är reproducerande i Sverige.